# أندي أنسون
أندي أنسون (بالإنجليزية: Andy Anson)‏ هو لاعب كرة قدم بريطاني، ولد في 28 أكتوبر 1964. لعب مع Oxford University A.F.C. ‏.